# Nicolaes Heinsius
Nicolaes Heinsius (Den Haag, 1656 – Culemborg, begraven 12 januari 1718) was een Nederlandse auteur van enige medische werken. Hij is bekend geworden door Den Vermakelyken Avanturier, een voorbeeld van de Nederlandstalige schelmenroman.

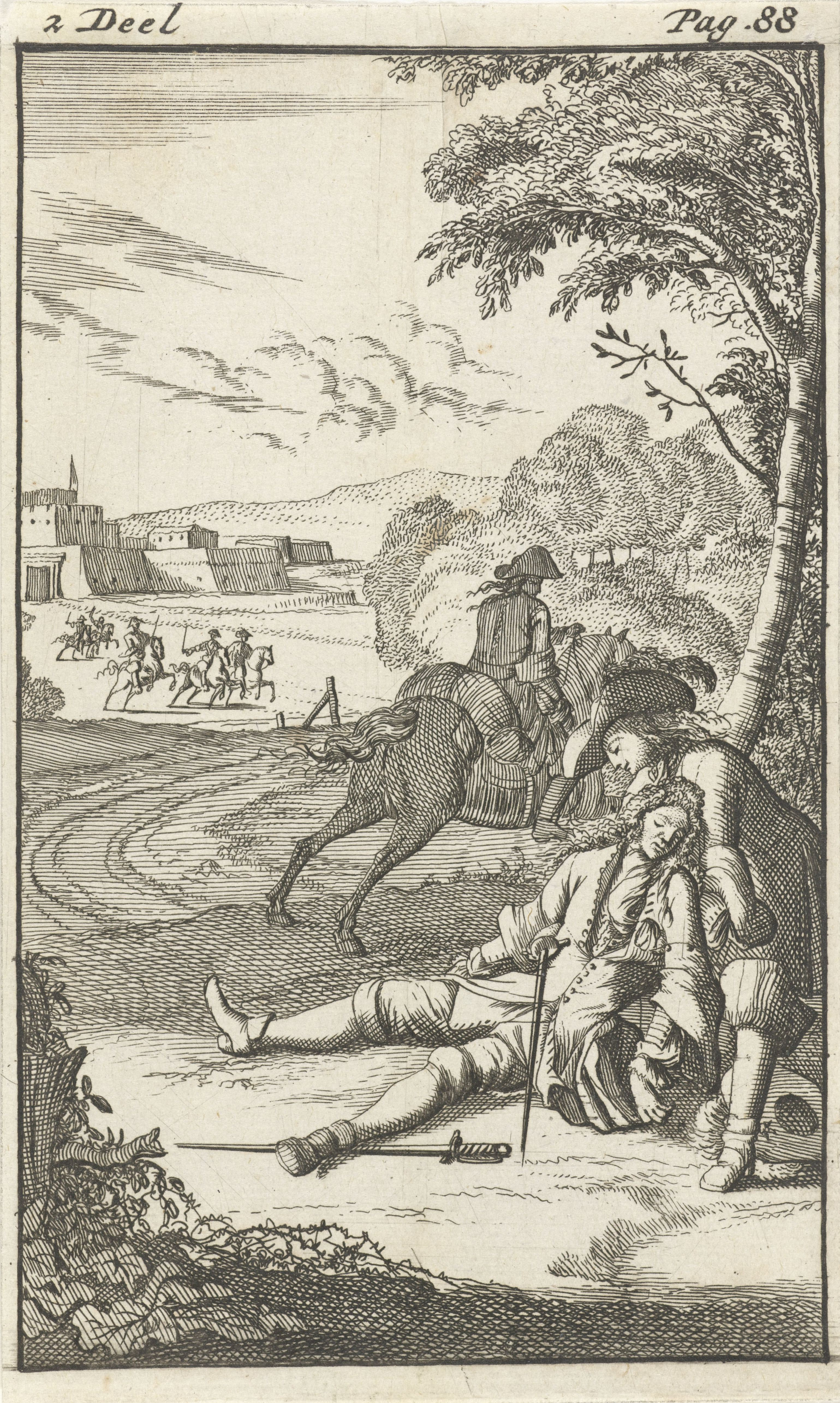
Afbeelding uit Den Vermakelyken Avanturier

Op zijn twintigste moest hij wegens manslag Den Haag ontvluchten en leidde hij achttien jaar lang een zwervend leven. In 1679 arriveerde hij te Rome en werd hij katholiek; hij werd lijfarts van koningin Christina I van Zweden (tot ongeveer 1687), later van de keurvorst van Brandenburg te Kleef. Heinsius promoveerde in 1687 tot doctor in de medicijnen te Groningen met een proefschrift over Angina bij Johannes Bertlingius. In 1695 vestigde hij zich in de vrijplaats Culemborg. Daar gaf hij het boek Den vermakelijken Avanturier uit, waarin zeer veel autobiografische elementen verwerkt zijn. Vele herdrukken, navolgingen en vertalingen in het Duits, Engels, Frans en Italiaans getuigen van het succes van het werk.
Nicolaes was een (natuurlijke maar geëchte) zoon van de gelijknamige dichter Nicolaas Heinsius (1620-1681), verwekt bij Margareta Wullen, de dochter van een Lutherse predikant in Stockholm. Nicolaes' grootvader was de classicus, dichter en literatuur-criticus Daniël Heinsius (1580-1655), die in Nederland de barok in de literatuur introduceerde en van betekenis is geweest voor onder andere de ontwikkeling van het theater in Frankrijk.